# Karagöz

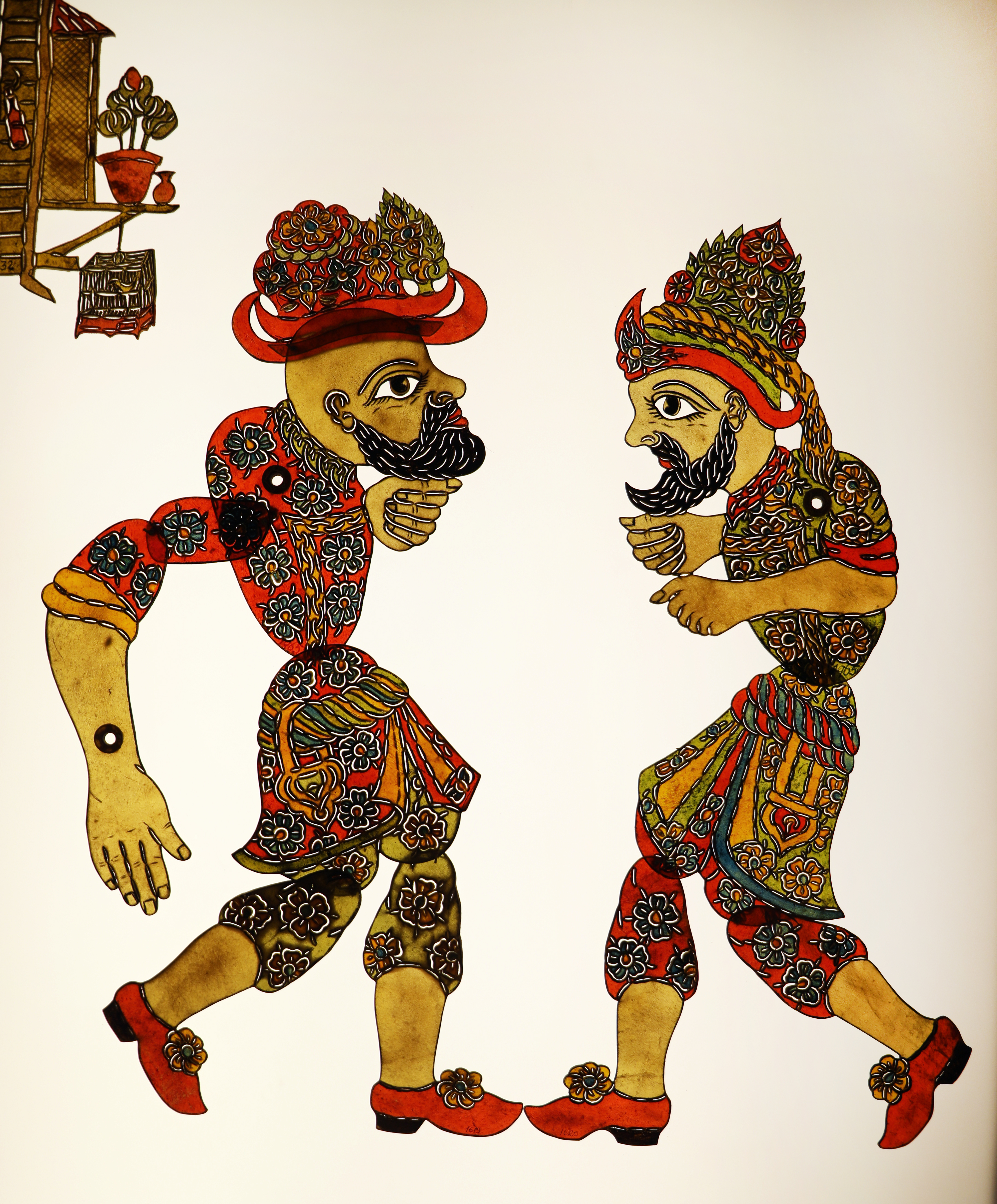
Karagez a Hacivad

Karagöz (čteme Karagez, turecky černooký) je hlavní postava stejnojmenných tureckých stínových her. Jedná se o drsného lidového muže, který vždy napálí svého protivníka, učeného Hacivada. V arabském a řeckém divadle je obdobou Kašpárka.

## Divadlo
Stínové divadlo karagöz je jeden z původních žánrů (společně s improvizovaným divadlem orlaojunu a divadlem jednoho herce meddah) tureckého divadla s počátky v lidových obřadech a slavnostech.
Údajně vzniklo ve 14. století ve městě Bursa. Divadlo Karagöz se rozšířilo po celé Osmanské říši díky komediantům. Hráli v čajovnách i panských sídlech. V 20. století vytlačilo tuto zábavu kino a televize. Dodnes se konají pravidelná představení v Burse, kde je i muzeum a také obrovský památník hrdiny Karageze.
Turecké stínové divadlo bylo vždy určeno prostým lidem a zejména mužům. Vystoupení nenabízejí náročné dialogy, ale obsahují jadrné výrazy i oplzlosti. Jednoduché zápletky jsou srozumitelné i lidem bez znalosti turečtiny. Představení probíhá vždy v temné místnosti. Loutky příznačně nazvané Karagöz hajali jsou pečlivě vyřezány z velbloudí kůže a vybarveny speciálním olejovým nátěrem částečně průsvitným. Umělci jimi pohybují těsně za bílou oponou, na kterou se svítí z pozadí.

## Legenda
Podle legendy sem přišel hrbáč Karagöz a jeho pomocník Hadživat pobavit dělníky pracující na stavbě mešity. Hráli bláznivé stínové divadlo jejich s plochými stínovými loutkami. Krutý sultán dal lidovým umělcům setnout hlavy, aby neodváděli dělníky od práce. Časem ale vládce litoval zabití bavičů a začal je postrádat. Stínové divadlo žilo dál, protože oblíbený Karagöz našel mnoho pokračovatelů, kteří jej učinili nesmrtelným tím, že po něm tento druh divadla pojmenovali, a proto, že z něj udělali hlavního hrdinu většiny her.